# Esrom Nyandoro
Esrom Nyandoro (Bulawayo, 6 febbraio 1980) è un ex calciatore zimbabwese, di ruolo centrocampista.

## Carriera

### Club
Gioca i suoi primi 5 anni di carriera nello Zimbabwe poi passa al Mamelodi Sundowns nel campionato sudafricano.

### Nazionale
Nyandoro viene convocato in nazionale per la Coppa d'Africa 2004. Nonostante la sua squadra finisce all'ultimo posto del proprio girone, Nyandoro segna un gol votato come il più bello del torneo. Partecipa anche all'edizione 2006.

## Palmarès
- Campionato zimbabwese: 1

Amazulu: 2003
- Campionato sudafricano: 3

M. Sundowns: 2005-2006, 2006-2007, 2013-2014